# Protoperigea veterata
Protoperigea veterata là một loài bướm đêm trong họ Noctuidae.